# Jan Reijnen

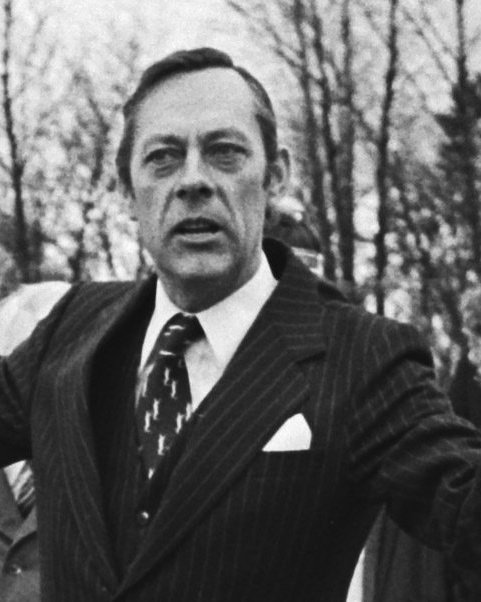
Reijnen (1978)

Jan Reijnen (3 de fevereiro de 1927 em Kaatsheuvel - 7 de abril de 2020 em Vught) foi um político holandês do Partido Popular Católico e mais tarde do Apelo Democrata Cristão . Ele foi prefeito de Wervershoof (1964–1969), Oldenzaal (1969–1976) e Heerlen (1976–1986). Ele também foi membro do Senado de 16 de maio de 1972 até 20 de setembro de 1977.